# Архитектура Пакистана
Архитектура Пакистана (англ. Pakistani architecture) — включает в себя различные сооружения, построенные в разные периоды времени на территории государства. С началом цивилизации Инда в середине третьего тысячелетия до н. э., в районе, который охватывает территорию современного Пакистана, началось строительство поселений, некоторые из которых сохранились и по сей день. За этим последовал буддийский архитектурный стиль Гандхара, который заимствовал элементы из Древней Греции. Остатки этого стиля видны в Таксиле.

## Индская цивилизация
Археологи раскопали многочисленные древние города, среди них Мохенджо-Даро, Хараппа и Кот-Диджи, в этих городах была хорошо продуманная архитектура сооружений. Были раскопаны руины общественных зданий, таких как бани и мастерские. Древесина и суглинка служили строительным материалом. Также на территории городов располагались храмы. В дальнейшем этим объектам был нанесен значительный ущерб.

## Индуизм и буддизм в архитектурном наследии Пакистана
С приходом на территорию Индии буддизма, был построен ряд архитектурных памятников, которые сохранились и в настоящее время. Кроме того, персидское и греческое влияние привело к развитию греко-буддийского стиля — культурно-религиозного синкретизма, смешение греческой культуры с религией буддизма. Греко-буддизм существовал и развивался с IV века до н. э. по V век н. э. в регионе, включающем современные Афганистан, Пакистан и северо-западную часть Индии (Джамму и Кашмир, Ладакх). Начиная с Александра Македонского в регионе появляется сильное греческое влияние, которое закрепляется с образованием Греко-бактрийского и Индо-греческого царств. Расцвет и активное распространение греко-буддизма приходится на времена Кушанской империи. Греко-буддизм заметно влиял на развитие буддистского искусства, а частично и на само развитие буддистской мысли, особенно Махаяны, по крайней мере до того, как буддизм распространился в центральную и северо-восточную Азию: в Китай, Корею, Японию.

## Могольская архитектура
Приход ислама в Пакистан, в провинцию Синд, ознаменовал внезапный конец архитектуры буддизма. Тем не менее, произошёл плавный переход к исламской архитектуре. Первые мечети были построены по образцу арабских. Затем широко стал использоваться айван (в исламской архитектуре обозначает сводчатое помещение, с трех сторон обнесённое стеной и открытое с четвёртой стороны. Айваном могут называться: большой сводчатый зал, открывающийся во внутренний дворик и служивший приёмным залом во дворцах или культовых сооружениях; терраса с плоским покрытием, поддерживаемым колоннами или столбами, в среднеазиатских жилищах, мечетях и других сооружениях. Примером использования данного стиля архитектуры могут являться Мечеть Вазир Хана и Жемчужная мечеть в Лахоре.

## Британская колониальная архитектура
В период Британской Индии был разработан индо-европейский стиль строительства зданий, из смеси европейских и индийских-исламских компонентов. Среди наиболее известных работ — Дворец Мохатты и Фрир-Холл.

## Архитектура независимого Пакистана
После получения независимости, Пакистан стремился выразить свою национальную идентичности через архитектуру. Это отражается в частности, в архитектурных формах мечети Фейсала в Исламабаде. Кроме того, были построены: Минар-э-Пакистан в Лахоре и мавзолей из белого мрамора в Карачи — Мавзолей Джинны. Пакистанский монумент в Исламабаде является одним из последних примеров интеграции культуры, независимости и современной архитектуры.

## Объекты Всемирного наследия ЮНЕСКО
- Мохенджо-Даро
- Тахти-Бахи
- Лахорская крепость
- Сады Шалимара в Лахоре
- Татта
- Рохтас
- Таксила

## Галерея
- Мечеть Фейсал в Исламабаде
- Минар-э-Пакистан в Лахоре
- Мавзолей Джинны в Карачи
- Дворец Мохатты в Карачи
- Мечеть Бадшахи в Лахоре
- Пакистанский монумент в Исламабаде
- Фрир-Холл в Карачи
- Лахорская крепость
- Мечеть Мохаббат Хан в Пешаваре
- Масджид-е Тоба в Карачи